# Chariots of Fire
Chariots of Fire (Carros de fuego en España, México y Chile y Carrozas de fuego en otros países de Hispanoamérica) es una película británica de 1981, dirigida por Hugh Hudson, concebida y producida por David Puttnam y escrita por Colin Welland. Basada en la historia real de los atletas británicos preparándose para competir en los Juegos Olímpicos de París 1924.
Ben Cross e Ian Charleson interpretaron a Abrahams y Liddell, junto a Nigel Havers, Ian Holm, Lindsay Anderson, John Gielgud, Cheryl Campbell y Alice Krige en papeles secundarios. 
Tiene el título del álbum con la banda sonora original de la película, compuesto por Vangelis.
Fue nominado a siete Premios Óscar y ganó cuatro, incluso Mejor película y Mejor guion original. Ocupa el puesto 19 en la lista de las 100 mejores películas británicas del British Film Institute.
El título Chariots of Fire ("carros de fuego") viene de un verso de «Jerusalem», poema de William Blake que es un himno británico.

## Argumento
Durante un funeral celebrado en Londres en 1978 en honor a Harold Abrahams, presidido por su antiguo colega Lord Andrew Lindsay,  Andrew recuerda su juventud, cuando formaba parte de un grupo de atletas que corrían por la playa.
En 1919, Harold Abrahams ingresó en la Universidad de Cambridge, donde experimentó el antisemitismo de algunos compañeros y profesores, a pesar de que disfrutó participando en el club Gilbert y Sullivan. Se convirtió en el primero corredor en completar la Trinity Great Court Run, dando la vuelta alrededor del patio de la universidad en 22 segundos, también logró una racha de victorias invictas en varias competiciones nacionales de atletismo. Aunque centrado en correr, se enamoró de Sybil Gordon, una destacada soprano de Gilbert y Sullivan.[a]
Eric Liddell, nacido en China de padres misioneros escoceses, se encuentra en Escocia. Su devota hermana Jennie desaprueba los planes de Liddell de dedicarse al atletismo de competición. Aun así, Liddell ve el atletismo como una forma de glorificar a Dios antes de regresar a China para trabajar como misionero. En su primera carrera, Liddell vence a Abrahams. Abrahams no lo acepta, pero Sam Mussabini, un entrenador profesional al que había conocido anteriormente, se ofrece para mejorar su técnica. Esto genera críticas de los directores de la universidad de Cambridge, quienes afirman que no es correcto que un amateur sea entrenado por un profesional. Abrahams desestima esta preocupación, interpretándola como una excusa para sus prejuicios antisemitas y clasistas. Cuando Liddell se pierde accidentalmente una reunión de oración de la iglesia por correr, Jennie lo reprende y lo acusa de no preocuparse por Dios. Eric le dice que, aunque tiene la intención de regresar eventualmente a la misión en China, se siente divinamente inspirado al correr y que no hacerlo sería deshonrar a Dios.
Después de años de entrenamiento y competición, los dos atletas son aceptados para representar a Gran Bretaña en los Juegos Olímpicos de París de 1924. También son aceptados los amigos de Abrahams en Cambridge, Andrew Lindsay, Aubrey Montague y Henry Stallard. Mientras embarcaba rumbo a Francia para los Juegos Olímpicos, Liddell descubrió que las eliminatorias de su carrera de 100 metros serían un domingo. A pesar de la intensa presión del Príncipe de Gales y del Comité Olímpico Británico, se negó a correr la carrera porque sus convicciones cristianas le impedían correr el domingo. Se encontró una solución gracias a su compañero de equipo, Lindsay, quien, tras haber ganado ya una medalla de plata en los 400 metros vallas, le ofreció su lugar en la carrera de 400 metros del jueves siguiente a Liddell, quien aceptó agradecido. Las convicciones religiosas de Liddell, frente al orgullo atlético nacional, dieron la vuelta al mundo; pronunció un sermón en la Iglesia de Escocia de París ese domingo y citó Isaías 40.
Abrahams es derrotado por los corredores estadounidenses, claros favoritos, en la carrera de 200 metros. Sabe que su última oportunidad de ganar una medalla serán los 100 metros. Compite en la carrera y gana. Su entrenador, Mussabini, a quien se le prohibió la entrada al estadio, está emocionado porque años de dedicación y entrenamiento han dado sus frutos con una medalla de oro olímpica. Ahora Abrahams puede seguir adelante con su vida y reencontrarse con su novia Sybil. Antes de la carrera de Liddell, el entrenador estadounidense comenta con desdén a sus corredores que Liddell tiene pocas posibilidades de triunfar en su nueva carrera de 400 metros, mucho más larga. Pero uno de los corredores estadounidenses, Jackson Scholz, le entrega a Liddell una nota de apoyo que cita 1 Samuel 2:30. Liddell derrota a los favoritos estadounidenses y gana la medalla de oro. El equipo británico regresa a casa triunfante. El epílogo revela que Abrahams se casó con Sybil y se convirtió en presidente de la Asociación Atlética Judía y presidió la Asociación Atlética Amateur (AAA). En 1936, cuando la Unión Atlética Amateur consideró boicotear los Juegos Olímpicos de Hitler, Abrahams lideró con éxito la lucha contra esta práctica. Liddell se dedicó al trabajo misionero y fue llorado por toda Escocia tras su muerte en la China ocupada por Japón.

## Reparto
- Ben Cross como Harold Abrahams, un estudiante judío de la Universidad de Cambridge.
- Ian Charleson como Eric Liddell, el hijo de misioneros escoceses en China.
- Nicholas Farrell como Aubrey Montague, un corredor y amigo de Harold Abrahams.
- Nigel Havers como Lord Andrew Lindsay, un corredor de estudiantes de Cambridge parcialmente basado en David Burghley y Douglas Lowe.
- Ian Holm como Sam Mussabini, el entrenador de Abrahams.
- John Gielgud como Maestro de Trinity College en la Universidad de Cambridge.
- Lindsay Anderson como Maestra de Caius College en la Universidad de Cambridge.
- Cheryl Campbell como Jennie Liddell, la devota hermana de Eric (Janet Lillian "Jenny" Liddell).
- Alice Krige como Sybil Gordon la prometida de Abrahams (su prometida real era Sybil Evers).
- Struan Rodger como Sandy McGrath, amiga de Liddell y entrenadora.
- Nigel Davenport como Lord Birkenhead,miembro del Comité Olímpico Británico, que aconseja a los atletas.
- Patrick Magee como Lord Cadogan, presidente del Comité Olímpico Británico, quien no simpatiza con la difícil situación religiosa de Liddell.
- David Yelland como el Príncipe de Gales, que intenta hacer que Liddell cambie de opinión sobre correr el domingo.
- Peter Egan como el duque de Sutherland, presidente del Comité Olímpico Británico, que simpatiza con Liddell.
- Daniel Gerroll como Henry Stallard, estudiante y corredor de Cambridge.
- Dennis Christopher como Charley Paddock, corredor olímpico estadounidense.
- Brad Davis como Jackson Scholz, corredor olímpico estadounidense.
- Richard Griffiths como jefe de porteros en Caius College.

## Producción

### Guion y dirección
El productor David Puttnam estaba buscando una historia en el molde de A Man for All Seasons (1966), en relación con alguien que sigue su conciencia, y sintió que el deporte proporcionaba situaciones claras en este sentido. Descubrió la historia de Eric Liddell por accidente en 1977, cuando se topó con un libro de referencia sobre los Juegos Olímpicos mientras estaba confinado a la gripe en una casa alquilada en Los Ángeles.
El guionista Colin Welland, comisionado por Puttnam, hizo una gran cantidad de investigación para su guion ganador del Premio de la Academia. Entre otras cosas, sacó anuncios en los periódicos de Londres en busca de recuerdos de los Juegos Olímpicos de 1924, fue al National Film Archives para obtener fotos y filmaciones de los Juegos Olímpicos de 1924, y entrevistó a todos los involucrados que todavía estaban vivos. Welland no llegó a entrevistar a Abrahams, quien murió el 14 de enero de 1978, pero asistió al servicio conmemorativo de Abrahams en febrero de 1978, que inspiró el dispositivo de encuadre actual de la película.
Puttnam eligió a Hugh Hudson, un galardonado cineasta de documentales y publicidad que nunca había dirigido una película, para dirigir Chariots of Fire. Hudson y Puttnam se conocían desde la década de 1960, cuando Puttnam era un ejecutivo de publicidad y Hudson estaba haciendo películas para agencias de publicidad. En 1977, Hudson también había sido director de la segunda unidad en la película producida por Puttnam Midnight Express.

### Casting
El director Hugh Hudson estaba decidido a elegir actores jóvenes y desconocidos en todos los papeles principales de la película, y respaldarlos utilizando veteranos como John Gielgud, Lindsay Anderson e Ian Holm como su elenco de apoyo. Hudson y el productor David Puttnam hicieron meses de búsqueda infructuosa del actor perfecto para interpretar a Eric Liddell. Luego vieron al actor escocés Ian Charleson interpretando el papel de Pierre en la producción de Piaf de la Royal Shakespeare Company y supo de inmediato que habían encontrado a su hombre. Sin que ellos lo supieran, Charleson había escuchado sobre la película de su padre, y quería desesperadamente interpretar el papel, sintiendo que "encajaría como un guante de niños".
Ben Cross, quien interpreta a Harold Abrahams, fue descubierto mientras interpretaba a Billy Flynn en Chicago.

### Música
Aunque la película es una pieza de época, ambientada en la década de 1920, la banda sonora original ganadora del Premio de la Academia compuesta por Vangelis utiliza un sonido electrónico moderno de la década de 1980, con un fuerte uso de sintetizador y piano, entre otros instrumentos. Este fue un alejamiento audaz y significativo de las películas de períodos anteriores, que emplearon instrumentales orquestales. El tema principal de la película se ha vuelto icónico y se ha utilizado en películas y programas de televisión posteriores durante segmentos de cámara lenta.

## Recepción crítica
Desde su lanzamiento, Chariots of Fire ha recibido críticas generalmente positivas de los críticos. A partir de 2019 , la película tiene una calificación de 84% de "Certificado fresco" en el sitio web del agregador de reseñas Rotten Tomatoes según 68 reseñas, con un promedio ponderado de 7.66 / 10. El consenso del sitio dice: "Decididamente más lento y menos flexible que los corredores olímpicos en el centro de su historia, la película, sin embargo, logra hacer un uso conmovedor de sus temas espirituales y patrióticos".
Para su relanzamiento en 2012, Kate Muir de The Times le dio a la película cinco estrellas, escribiendo: "En un momento en que las pruebas de drogas y las fibras sintéticas han reemplazado el sentido común y la fibra moral, la historia de dos corredores compitiendo entre sí en los Juegos Olímpicos de 1924 tiene un poder simple y no disminuido. Desde la escena inicial de jóvenes pálidos que corren descalzos por la playa, llenos de esperanza y júbilo, respaldados por el himno ahora famoso de Vangelis, la película es absolutamente convincente".

## Premios y reconocimientos
- Premio Oscar 1981: a la mejor película (David Putnam – productor)
- Premio Oscar 1981: al mejor vestuario (Milena Canonero)
- Premio Oscar 1981: a la mejor banda sonora (Vangelis)
- Premio Oscar 1981: al mejor guion (Colin Welland)

Nominada al mejor director, al mejor montaje y al mejor actor de reparto (Ian Holm)
- Premio NYFCC 1981: a la mejor fotografía (David Watkin)
- Premio National Board of Review 1981 : a la mejor película
- Premio Globo de Oro 1982: a la mejor película extranjera – Reino Unido
- Premio BAFTA 1982: al mejor vestuario (Milena Canonero)
- Premio BAFTA 1982: a la mejor película (David Puttnam)
- Premio BAFTA 1982: al mejor actor de reparto (Ian Holm)
- Premio Premio del Jurado ecuménico 1981: a Hugh Hudson - director
- Premio London Critics Circle Film 1982: a la película del año, y al guionista del año (Colin Welland)
- Premio Toronto International Film Festival 1981: a Hugh Hudson - director
- Premio Guild Film Award – Silver 1984: a la película extranjera (Hugh Hudson)

Festival Internacional de Cine de Cannes
| Año  | Premio                 | Receptor | Resultado |
| ---- | ---------------------- | -------- | --------- |
| 1981 | Mejor actor de reparto | Ian Holm | Ganador   |

## Comentarios adicionales
- Parte de las escenas se rodaron en las localidad escocesa de Saint Andrews.
- El actor cómico británico Rowan Atkinson, en su famoso papel de Mr. Bean, parodió esta película en la ceremonia de inauguración de los Juegos Olímpicos Londres 2012 y en esos mismos juegos fue la música de la entrega de las medallas.